# Solvejg Bauer

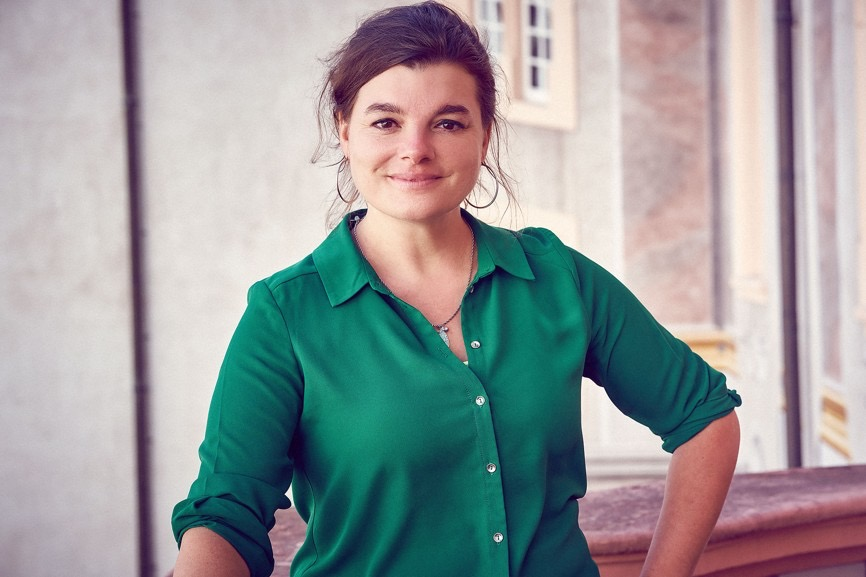
Solvejg Bauer vor dem Schloss Ettlingen (2018)

Solvejg Bauer (* 11. Dezember 1976 in Stuttgart-Bad Cannstatt) ist eine deutsche Regisseurin, Intendantin und Hochschuldozentin.

## Werdegang
Aufgewachsen in Esslingen am Neckar studierte sie nach dem Abitur von 1997-2000 Musikwissenschaft und Philosophie an der Humboldt-Universität in Berlin. Im Anschluss nahm sie das Studium der Musiktheater-Regie an der Hochschule für Musik und Theater Hamburg auf, welches sie 2005 mit ihrer Diplominszenierung von Ernst Kreneks Triptychon abschloss.
Ihre berufliche Laufbahn begann sie als Regieassistentin und Leiterin des Jugendspielclubs an der Württembergischen Landesbühne Esslingen, wo sie bis 2006 auch als Regisseurin tätig war. In der Folge arbeitete sie freiberuflich als Regisseurin, u. a. am Theater Dortmund am Saarländischen Staatstheater, am Mainfranken Theater Würzburg und als Lehrbeauftragte für szenischen Unterricht an der HfM Saar, der Hochschule für Musik und Darstellende Kunst Stuttgart, der Hochschule für Musik Trossingen und der Hochschule für Musik Karlsruhe. 
Am 1. September 2018 übernahm sie die geschäftsführende Intendanz der Schlossfestspiele Ettlingen. Dort etablierte sie mit der sogenannten „Volksoper“ eine neue Musiktheater-Sparte. In ihrer ersten Spielzeit 2019 konnte sie die Zuschauerzahlen auf über 40.000 steigern, das beste Besucherergebnis der vergangenen 20 Jahre. In den Jahren 2023 und 2024 besuchten jeweils 50.000 Menschen die Schlossfestspiele Ettlingen. 
Am 19. Dezember wählte der Gemeinderat der Stadt Heilbronn Solvejg Bauer mit großer Mehrheit zur neuen Intendantin des Theater Heilbronn. Sie leitet das Theater ab der Spielzeit 2026/27. 

## Persönliches
Solvejg Bauer lebt seit 2018 in Karlsruhe und hat drei Kinder (geb. 2005, 2011 und 2013).  